# Artur Axmann
Artur Axmann (Hagen, 18 februari 1913 – Berlijn, 24 oktober 1996) was een Duitse nazi en – als opvolger van Baldur von Schirach – een voorman van de Hitlerjugend.
Axmann sloot zich in 1928 aan bij de Hitlerjugend. Tussen 1929 en 1930 was hij celleider van de Nationaal-Socialistische Scholierenbond (NSSB) en in 1932 werd hij opgenomen in de leiding van de Hitlerjugend. In 1934 werd Axmann leider van de Hitlerjugend in Berlijn. In mei 1940 werd hij tot plaatsvervangend Reichsjugendführer van de Hitlerjugend benoemd en in augustus volgde hij Von Schirach op als Reichsjugendführer. Axmann werd in het begin van 1945 een commandant van de zg. Volkssturm, een zeer omvangrijk samenraapsel van veelal onbekwame verdedigers van het instortende nazirijk. In de laatste filmopname die van Hitler bekend is, begeleidt Axmann zijn idool bij de uitreiking van onderscheidingen aan minderjarige soldaten van deze organisatie.
Artur Axmann werd in 1945 onderscheiden met de hoogste nazi-Duitse onderscheiding, de Duitse Orde.
Na de capitulatie (mei 1945) werd hij dood gewaand, maar in werkelijkheid was hij ondergedoken onder de naam 'Erich Siewert'. In december 1945 werd hij uiteindelijk gearresteerd toen men ontdekte dat hij contact had opgenomen met de nog op vrije voeten zijnde leiding van de Hitlerjugend. In oktober 1946 werd hij op vrije voeten gesteld, maar in juli 1947 weer voor verhoor vastgezet. In 1949 werd hij tot drie jaar gevangenisstraf veroordeeld. Hij was daarna handelsagent bij een firma.

## Decoraties
- IJzeren Kruis 1939, 1e Klasse (28 april 1945) en 2e Klasse[1]
- Duitse Orde op 28 april 1945[1]
- Kruis voor Oorlogsverdienste, 1e Klasse  en 2e Klasse[1]
- Gewondeninsigne 1939, zilver (1941)[1][2] en zwart
- Gouden Ereteken van de NSDAP op 30 januari 1939[1]
- Dienstonderscheiding van de NSDAP, zilver[1] en brons
- Gouden Ereteken van de Hitlerjeugd met Eikenloof[1][2]